# Franz Joseph Vogel
Franz Joseph Vogel (* 1684 oder 1686 in Wettenhausen; † 1756) war ein deutscher Stuckateur und Baumeister.

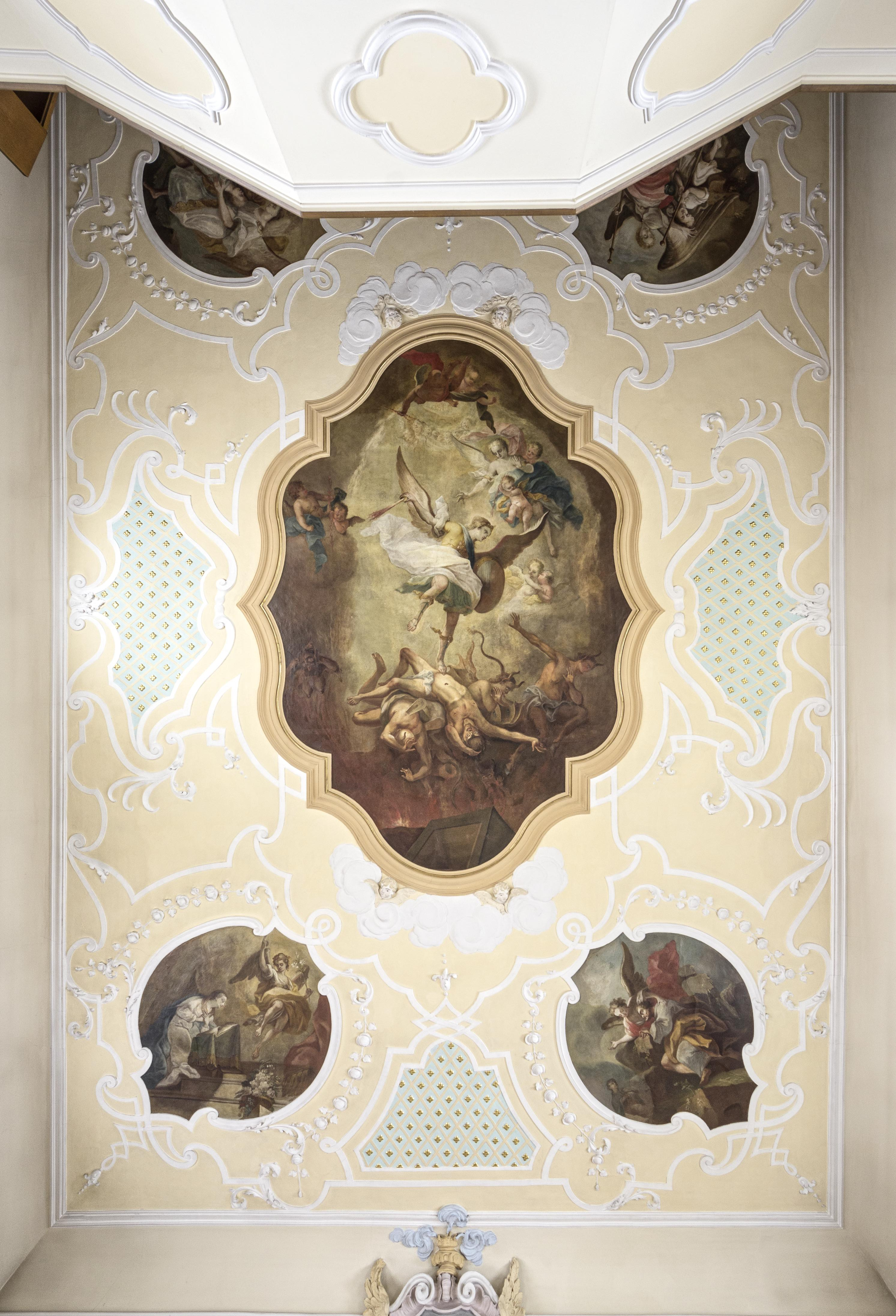
Ohmenkapelle, Decke mit Bandelwerkstuck von Franz Joseph Vogel

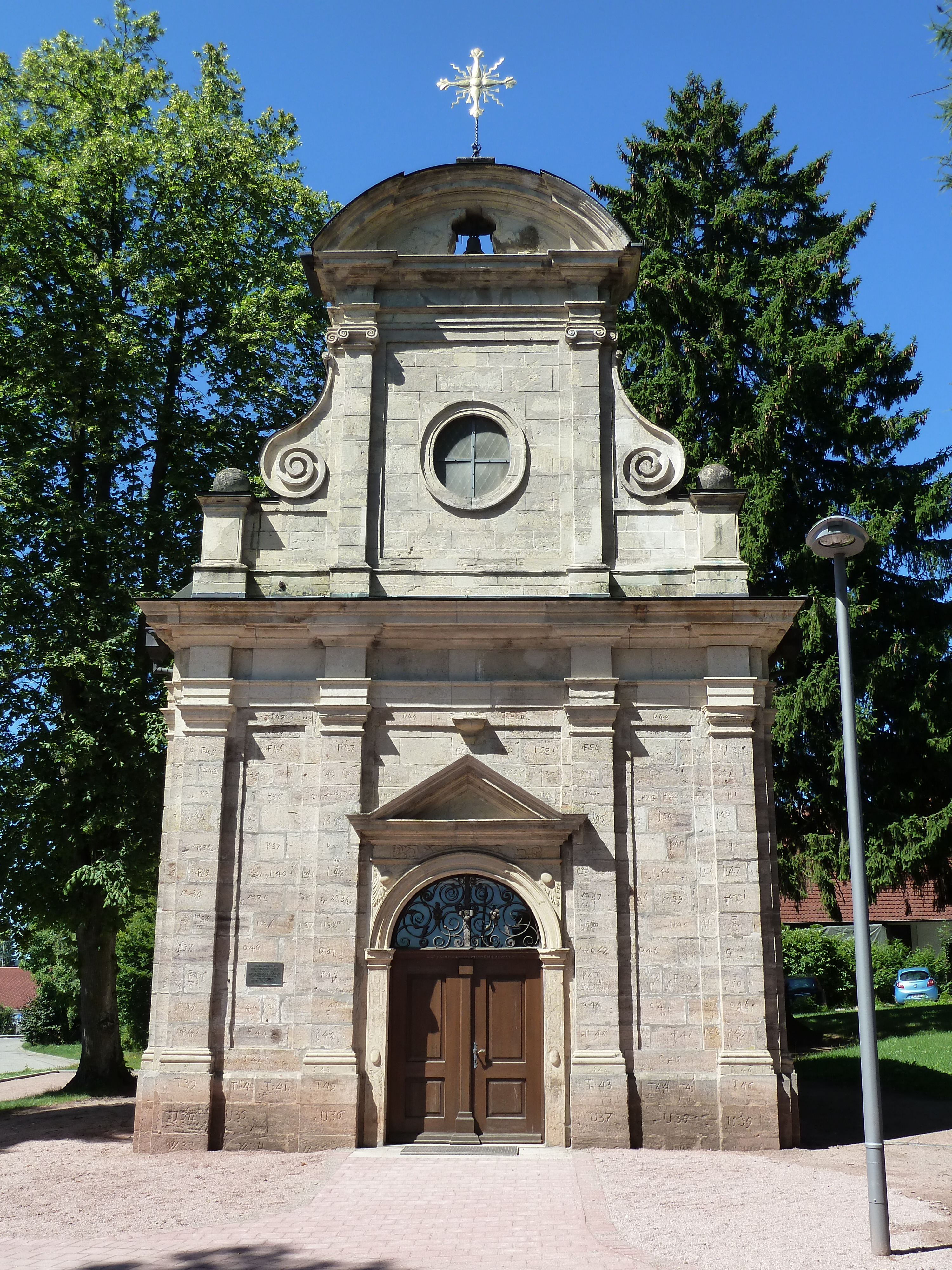
Entworfen von Franz Joseph Vogel: Die St. Nikolauskapelle Bonndorf in Bonndorf im Schwarzwald

## Leben
Franz Joseph Vogel war unter anderem tätig für das Kloster St. Blasien, von dort erhielt er 1724 den Auftrag für den Umbau des Schlosses Bonndorf wofür er ein Modell entwarf. Ebenfalls von ihm stammt der Entwurf für die 1726/27 errichtete St.-Nikolaus-Kapelle Bonndorf.
Mit dem jüngeren Stuckateur Franz Anton Vogel war er nicht verwandt, eine Zusammenarbeit ist jedoch wahrscheinlich. Der Schreiner und Ebenist Martin Walther war sein Schwager.

## Werke
- 1711/17 Propstei Berau, Stuck
- 1713, St. Ursula, Stuck, (erneuert 1744 durch Franz Anton Vogel)
- 1718/19 Kloster St. Blasien, Stuckarbeiten
- 1720–1724 St. Hilarius (Freiburg im Breisgau), Stuckarbeiten
- 1722–1733 Kloster Ettenheimmünster, (nicht erhalten) und Klosterkirche St. Landolin (erhalten), Stuckarbeiten
- 1724/26 Schloss Gurtweil, Stuckarbeiten
- ab 1724 Schloss Bonndorf, Modell und Plan zum Umbau, Stuckaturen
- 1725 St. Nikolauskapelle Bonndorf, Neubau, Plan und Stuckaturen
- 1725/26 Kloster Sion Umbauten, Stuckarbeiten
- 1727 Kloster Oberried Stuckarbeiten
- um 1735 Ohmenkapelle
- 1738 bis 1742 Neubau Prälatensüdflügel des Klosters St. Märgen